# Luís António Verney
Luís António Verney (Lisboa, 1713 — Roma, 1792) foi um filósofo, teólogo, padre, professor e escritor português. Foi um dos maiores representantes do Iluminismo no país e um dos mais famosos estrangeirados portugueses. É o autor de "O Verdadeiro Método de Estudar" (Valença, 1746).

## Biografia
Filho de pai francês e de mãe portuguesa. Foi cunhado do arquiteto João Frederico Ludovice.  Verney estudou no Colégio de Santo Antão e na reformadora Congregação do Oratório até se formar em Teologia na Universidade de Évora.
Partiu para Roma, onde alcançou o doutoramento em Teologia e Jurisprudência. O mais conhecido e activo estrangeirado português, colheu fora do país os pensamentos de renovação que então iluminavam a Europa.
A pedido de João V de Portugal, Verney iniciou a sua colaboração com o processo de reforma pedagógica do reino, contribuindo incontestavelmente para uma aproximação profícua com os ventos do progresso cultural que animavam os espíritos dos europeus mais progressistas.
Devido a problemas de saúde e, principalmente, devido a incompreensões por parte dos seus compatriotas, nomeadamente, os cortesãos e o Marquês de Pombal, chegando a ser condenado à morte por lhes desagradar, partiu definitivamente exilado para Roma, onde viveu até ao fim dos seus dias.

## Obra
Verney criticava os métodos de ensino tradicionais, nomeadamente o ensino excessivamente teórico da Companhia de Jesus. Em linhas gerais defendia que:
- o ensino devia basear-se nas realidades concretas e na experiência;
- a instrução elementar devia ser ministrada a ambos os sexos e a todas as classes;
- o Estado devia fomentar e custear as despesas da educação.